# Pachycara crassiceps
Pachycara crassiceps es una especie de pez de la familia de los Zoarcidae en el orden de los perciformes.

## Morfología
Los machos pueden llegar a alcanzar los 54 cm de longitud total.

## Hábitat
Es un pez de mar y de aguas profundas que vive entre 900-2.191 m de profundidad.

## Distribución geográfica
Se encuentra en el Atlántico oriental: Senegal, Mauritania y el sur de las Islas Canarias.

## Observaciones
Es inofensivo para los humanos. 